# Фарор
Фарор (перс. فارور، فرور) — острів у Перській затоці, що належить Ірану. Адміністративно знаходиться у провінції Хормозґан. Він розташований на відстані 20 км від материка, 54 км від міста Абу-Муса та 210 км від Бендер-Аббас. Найближчим островом є Бані-Фарор, що знаходиться за 12 км на північному заході.
Площа - 28,48 км². На острові немає постійного населення; там проживає декілька службовців, які обслуговують місцевий маяк та заповідник. Залишки зруйнованих будівель і водозабірних свердловин на острові свідчать про наявність поселень в минулому. На острові є родовище залізної руди, оціночним об'ємом у 15 000 т.
На Фарорі живе велика кількість диких птахів. Тут зустрічаються орли, папуги, білощокий бульбуль, одуд, бджолоїдка, мала горлиця і жовта плиска. Іранський уряд створив на острові заповідник.